# Tooji
Tooji, eigentlich Touraj Keshtkar, (persisch تورج کشتکار) (* 26. Mai 1987 in Schiraz) ist ein im Iran geborener norwegischer Fernsehmoderator, Sänger und Komponist. Er vertrat Norwegen beim Eurovision Song Contest 2012. Er ist auch als 冬至 bekannt, dies sind die Schriftzeichen des japanischen Wortes Tōji, wörtlich Wintersonnenwende.

## Leben
Tooji kam 1987 als Touraj Keshtkar in Shiraz im Iran zur Welt. Im Alter von einem Jahr ging er zusammen mit seiner Mutter Lily als Asylbewerber nach Norwegen. Als er 16 Jahre alt war, begann er als Model zu arbeiten. Parallel begann er eine Ausbildung zum Erzieher. Ins Musikgeschäft kam er durch seine Moderationstätigkeit beim norwegischen Ableger des Fernsehsenders MTV. Hier moderierte er die Hitparade Toojis Top 10 und die Show Super Samstag. Seine erste eigene Single Swan Song veröffentlichte er 2008.
2012 nahm er mit dem Song Stay am Melodi Grand Prix teil. Das von Tooji zusammen mit den Schweden Peter Boström – der auch als Co-Autor am schwedischen Beitrag beteiligt war – und Fredrik Boström geschriebene Lied gewann den norwegischen Vorentscheid zum Eurovision Song Contest 2012 am 11. Februar 2012 im Oslo Spektrum. Am 24. Mai 2012 trat er mit dem Lied für Norwegen im zweiten Halbfinale des ESC in Baku an und konnte sich für das zwei Tage später stattfindende Finale qualifizieren. Dort musste er sich dann mit sieben Punkten und dem letzten Platz zufriedengeben. 2013 durfte er die Punkte vom norwegischen Televoting, bei Eurovision Song Contest 2013 in Malmö vortragen.
2015 machte Tooji seine Homosexualität öffentlich. Dazu lud er das umstrittene Video zu seiner Single „The Father Project“ hoch, welches intime Szenen mit einem jungen Priester auf dem Altar einer Kirche in Oslo zeigt. Dies wurde unter anderem von Ole Christian Kvarme, dem Bischof von Oslo, als Missbrauch der Kirche scharf kritisiert, wobei er auch sagte, dass „eine entsprechend ähnliche Szene mit einem Mann und einer Frau ebenso inakzeptabel gewesen wäre“.

## Diskografie
Singles
- 2008: Swan Song
- 2012: Stay
- 2012: If It Wasn't For You
- 2013: Rebels
- 2014: Packin' Guns
- 2014: Cocktail
- 2015: Money
- 2015: Father
- 2015: Say Yeah